# Conus coronacivica
Conus coronacivica é uma espécie de gastrópode do gênero Conus, pertencente a família Conidae.